# Jonathan Oppenheim
Jonathan Oppenheim (* in Cape Town, South Africa) ist ein Professor für theoretische Physik am University College London und forscht auf den Gebieten der Quanteninformation und Quantengravitation.

## Forschung
Oppenheim erlangte 1993 seinen Bachelor-Abschluss an der University of Toronto und promovierte 2001 an der University of British Columbia. Seine Doktorarbeit mit dem Titel Quantum Time befasst sich mit der Zeitordnung in der Quantenmechanik und wurde von Bill Unruh betreut.
2004 war er Postdoktorand bei Jacob Bekenstein an der University of Cambridge, bevor er an das University College London wechselte.
2005 entdeckte Oppenheim zusammen mit Michał Horodecki und Andreas Winter ein Verfahren zur Zusammenführung nicht-lokaler Quantenzustände (state merging). Damit konnte gezeigt werden, dass Quanteninformation negative Werte annehmen kann.
2017 leiteten Oppenheim und Lluis Masanes den dritten Hauptsatz der Thermodynamik unter Verwendung von Quanteninformationsargumenten ab und setzten eine Grenze für die Geschwindigkeit, mit der Informationen gelöscht werden können.
2023 veröffentlichte Oppenheim einen Vorschlag für eine Hybridtheorie, die die klassische allgemeine Relativitätstheorie mit der Quantenfeldtheorie verbindet. Nach diesem Vorschlag ist die Raumzeit nicht quantisiert, sondern glatt und kontinuierlich und unterliegt zufälligen Schwankungen. Dies bedeutet zum Beispiel, dass die Schwerkraft nicht immer gleich stark auf chemisch gebundene Atome eines Moleküls wirkt, sondern aus einer Art von Rauschen besteht. Das Rauschen ist dabei eine Annahme, die nicht weiter erklärt wird.
Das Interessante an der Theorie ist, dass sie eine Erklärung für den Kollaps der Wellenfunktion liefert: Nicht eine Beobachtung würde den Kollaps verursachen, sondern die Gravitationswechselwirkung. Kleinere Objekte wie Photonen oder Elektronen können überlagert werden, da hier die Schwerkraft sehr schwach ist, bei größeren Objekten hingegen erzwingt das Gravitationsfeld den Kollaps.